# Мостищи (Московская область)
Мостищи — деревня Заруденском сельском поселении в Коломенского района Московской области. Население — 77 чел. (2010).

## Местоположение
Деревня расположена на границе Коломенского района с Луховицким на левом берегу реки Оки. До образования Коломенского района входила в состав Маливской волости Егорьевского уезда Рязанской губернии.

## Население
| 2002 | 2006 | 2010 |
| ---- | ---- | ---- |
| 73   | ↘68  | ↗77  |